# Anna Sahun
Anna Sahun (Barcelona, 13 de marzo de 1975) es una actriz española que ha interpretado a Laia Font y a Lídia Almeda Cirach en las series de Televisión de Cataluña Porca Misèria y La Riera.

## Biografía
Anna Sahun está licenciada en Humanidades por la Universidad Pompeu Fabra de Barcelona en 1998. Además, también se licenció en Arte dramático en el Instituto del Teatro de Barcelona en 2002.
Es pareja del actor y director Joel Joan, con quien tiene dos hijas.
Conoció a quién sería su futuro marido, Joel Joan, durante el rodaje de la serie Porca Misèria.

## Reconocimientos
En 2020, Sahun recibió el premio Margarita Xirgu por su interpretación de la obra teatral Justicia de Guillem Clua, un galardón promovido por la Agrupació Dramàtica de Barcelona (ADB) y el ayuntamiento de Molins de Rey, que reconoce la mejor interpretació femenina de la temporada teatral de Barcelona, y que tiene como símbolo un anillo diseñado por Anna Puig. En 2019, la ganadora de este galardón fue la actriz, productora y pedagoga Mercè Managuerra.

## Televisión
- Temps de silenci - Personaje capitular. TV3, 2001.
- Porca misèria - Laia Font. TV3, 2004-2007.
- El asesino del parking - TV Movie, Inés. Telecinco, 2005.
- Cuestión de sexo - Personaje capitular. Cuatro, 2008.
- Stevie - TV Movie, Eli. TV3, 2008.
- La Riera - Lídia Almeda Cirach. TV3, 2010-2017.
- El crac - Cameo. TV3, 2014.
- Valeria - Personaje capitular. Netflix, 2020.

## Cine
- Agnosia - Dir. Eugenio Mira, 2009
- Siete pasos y medio - Dir. Lalo García, 2008
- Las horas del día - Dir. Jaime Rosales, 2002